# Jebel Hebri
Jebel Hebri är ett berg i Marocko.   Det ligger i regionen Fès-Meknès, 170 km öster om huvudstaden Rabat. Toppen på Jebel Hebri är 2 104 meter över havet.